# Karl Brandhuber
Karl Brandhuber (24. srpna 1846 Šumperk – 14. srpna 1934 Vrbno pod Pradědem) byl rakouský podnikatel a politik německé národnosti z Moravy; poslanec Moravského zemského sněmu a dlouholetý starosta Olomouce (poslední německý starosta města).

## Biografie
Pocházel z rodiny obchodníka a pozdějšího starosty Šumperku Josefa Brandhubera. Absolvoval vyšší reálnou školu v Olomouci a Vysokou školu technickou ve Vídni. Od roku 1868 převzal vedení přádelny ve Vrbně. V roce 1870 se přestěhoval do Olomouce a převzal vedení spojených tkalcoven Vrbno–Lichtenwerden–Messendorf. Byl direktorem Sdružení moravských cukrovarů. Společně s Robertem Primavesim a Moritzem Primavesim založili přádelnu a tkalcovnu juty ve Vrbně. Od roku 1886 zastával funkci viceprezidenta Obchodní a živnostenské komory v Olomouci, jejímž členem se stal roku 1881. Měl titul komerčního rady.
Byl aktivní i politicky. Od roku 1882 zasedal v olomouckém obecním zastupitelstvu, kde vedl stavební referát. V období let 1896–1918 byl starostou města Olomouc. Coby komunální politik prosazoval zachování německého charakteru Olomouce. Odmítal sloučení města s předměstskými obcemi, a to hlavně z národnostních důvodů (zázemí Olomouce bylo etnicky výrazněji české). Za jeho úřadování proběhla ve městě značná stavební aktivita. Vznikla nová kanalizace, obecní elektrárna, jatka, tržnice s masem, došlo k zavedení elektrické dráhy a výstavbě ústředního hřbitova. Rozšíření prodělaly městské parky, vznikl chudobinec, měšťanský zaopatřovací ústav, obchodní akademie, měšťanské školy, troje kasárny. Počátkem 20. století také proběhla rekonstrukce budovy radnice. Roku 1901 mu bylo uděleno čestné občanství a od roku 1909 nesla jeho jméno Ostružnická ulice. Na funkci starosty byl nucen rezignoval v listopadu 1918 v souvislosti s politickými změnami po vzniku Československa.
Koncem 19. století se zapojil i do vysoké politiky. V zemských volbách roku 1890 byl zvolen na Moravský zemský sněm, za kurii obchodních a živnostenských komor, obvod Olomouc. V zemských volbách roku 1896 byl zvolen za kurii městskou, obvod Olomouc, Nová ulice. Mandát zde obhájil i v zemských volbách roku 1902, zemských volbách roku 1906 a zemských volbách roku 1913. V posledních dvou volbách šlo (po volební reformě) o německý obvod. V roce 1896 se uvádí jako německý liberální kandidát (tzv. Německá pokroková strana navazující na ústavověrný politický proud s liberální a centralistickou orientací), roku 1902 jako německý pokrokový kandidát, stejně tak ve volbách roku 1906 a volbách roku 1913.
Zemřel v srpnu 1934. Národní listy v nekrologu popisují zesnulého, že byl „nacionálním Němcem, který spolu s městskou radou potlačoval všechny snahy českého živlu v Olomouci“. Zároveň ale dodaly: „nutno mu však spravedlivě uznat zásluhy, které si získal o povznesení Olomouce a jeho vzhledu“.
Jeho švagrem byl podnikatel Otto Clemens Primavesi, zetěm byl Moritz Primavesi.